# Íncubo

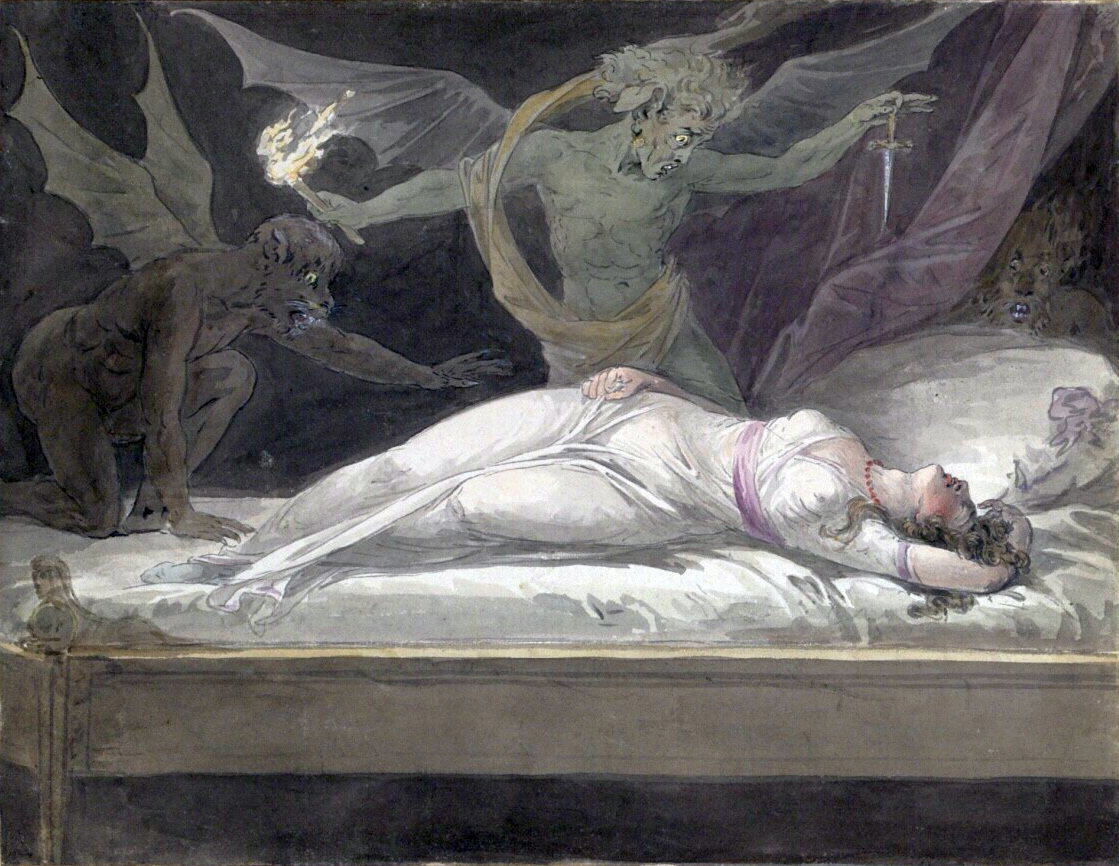
Íncubo (ilustración de 1807).

Los íncubos (del latín Incubus, in, ‘sobre’ y cubare, ‘yacer’, ‘acostarse’) son demonios en la creencia y mitología popular europea de la Edad Media, que se supone que se posan encima de la víctima durmiente, para tener relaciones sexuales con quien duerme, de acuerdo con una amplia cantidad de tradiciones mitológicas y legendarias. Su contraparte femenina se llaman súcubos.
Un íncubo puede buscar tener relaciones sexuales con una mujer para convertirse en el padre de un niño, como en la leyenda de Merlín. Algunas fuentes indican que puede ser identificado por su antinatural frío pene; en otras culturas, es todo lo contrario, puesto que esa parte de su cuerpo es lo único que mantiene caliente. La tradición religiosa sostiene que tener relaciones sexuales con un íncubo o súcubo puede provocar un deterioro en la salud, o incluso hasta la muerte. Las víctimas viven la experiencia como un sueño sin poder despertar de éste. Este ser también puede tomar la forma de un hombre apuesto, a veces hasta enamorar a sus víctimas. Mientras todo eso pasa va consumiendo la energía de la mujer seducida. Cuando es el íncubo quien pretende extender la vida de su amante, ésta goza de salud, bienestar físico y emocional; un íncubo enamorado puede ser igual de beneficioso como peligroso.

## Variaciones regionales del íncubo
Se le conoce por diferentes nombres alrededor del mundo de acuerdo con el folclore popular y la mitología regional.
- En Bolivia es conocido como La Sajra, con apariencia de gato. Aunque no copula, mientras la mujer duerme, sube desde los pies y se posa sobre el pecho de la víctima impidiendo su movimiento. Si tiene éxito, esta muere; si no, enferma.

- En Brasil es conocido como Boto, porque se dice que el delfín rosado de río en las noches de luna llena se transforma en un joven y bello, con traje y zapatos blancos y su característico sombrero blanco con que busca tapar el agujero que no pierde en lo alto de su cabeza. Se acerca a fiestas y bailes para seducir muchachas.

- En la provincia chilena de Chiloé es conocido también como el Trauco, representado como un enano que seduce a las jóvenes en pubertad. Al igual que el boto brasileño, algunas veces el trauco es usado para explicar embarazos no deseados o súbitos, especialmente en las mujeres no casadas. Por otro lado, su contraparte femenina se conoce con el nombre de Fiura.

- En Colombia en algunas regiones se le llama "El mohán", y lo describen como de corta estatura y de cabello largo; seduce a las mujeres de ojos grandes y pelo largo mientras se bañan o se peinan a la orilla de un río; lo caracterizan también por tocar la flauta o el tambor. En otras zonas, como en el nororiente colombiano se le conoce como Zángano.

- En Ecuador se le llama "Tintin", y lo describen a menudo como un duende, de corta estatura y que seduce a las mujeres mientras se bañan o duermen, que comúnmente vive en árboles grandes o antiguos, otra razón por la que se explicaban embarazos de jóvenes solteras. Otra versión es el llamado "Chusalongo", una entidad vestida de negro, un hombre alto y apuesto que merodea en los páramos, seduce a las chicas y luego cambia a la forma de un enano peludo con garras. Esta leyenda también era empleada para explicar los embarazos no deseados, principalmente en el sector de la provincia de Chimborazo y Cotopaxi.

- En México, Guatemala, Colombia y Argentina es conocido como El Sombrerón o Sombrerudo, un ser de reducida estatura, galante, que viste de negro, utiliza minúsculas botas y un enorme sombrero (de ahí su nombre), seduce a las mujeres jóvenes, enamorándolas con bellas canciones.

- En Honduras se le conoce como el Duende, es de baja estatura y secuestra a las mujeres de los pueblos para casarse con ellas, ataca a los esposos o novios de las mujeres tirando piedras o agua por la ventana.

- En Hungría era llamado Liderc y puede ser un amante satánico que vuela por las noches, y parece como una luz arrolladora o como un pájaro de fuego.

- En Alemania y Reino Unido, se le conoce como el Nixe, el cual es descrito como un ser que puede cambiar de forma, aunque normalmente aparecen como hombre, pez o serpiente. Este es un ser que seduce a las mujeres estando en los estanques. A menudo es también descrito como un ser deforme, rencoroso y despreocupado de sus mujeres a quienes suelen maltratar a la menor provocación.

- En Paraguay es conocido como Kurupí, un ser mitológico con un miembro viril gigantesco, que secuestra mujeres para violarlas; también en la mitología guaraní, el Pombero -hombre enano, flaco, de abundante vellosidad- secuestra y viola a mujeres a las que deja generalmente embarazadas.

- En El Salvador, México y Guatemala, es conocido como Cipitío, enano y panzón que enamora a las mujeres.

- En Martinica (y en algunos países africanos) recibe el nombre de Dorlis o marido de la noche. A veces utiliza un gran palo para violar a las mujeres.

- En México se le llama "jarel", y lo describen a menudo como de corta estatura. Seduce a las mujeres mientras se bañan o duermen sosteniendo su seno derecho, convenciéndolas de que lo que hacen está bien porque es placentero, persuadiéndolas. Lo caracterizan también por ser responsable de violaciones de padres a sus hijas.

- En Panamá se le denomina "Zángano"; pero en el caso de su mito local, a las mujeres no las embaraza: solo las molesta al no acceder éstas a sus peticiones.

- En Venezuela se le denomina "Zangaretón" o "Seretón, o Ceretón", que es el hombre que se hace valer de cualquier forma animal para viajar de un lugar a otro, para después violar a la mujer que desea. Se dice que estos seres son transformaciones de hombres que se valen de la magia negra.

- En la sierra del Perú existe la leyenda del Machu, un espíritu procedente de la mitología inca que acosa por la noche a las mujeres que duermen solas. En algunos casos logra su cometido, y engendra en ellas a unos bebés de aspecto enfermizo que mueren a los pocos días de haber nacido. El antídoto a esta presencia consiste en que la dama duerma con una prenda masculina, preferentemente del novio o esposo.

- En Cuba y República Dominicana, le dicen el Ciguapo, esta vez es descrito como una especie de gallo vuelto de espalda con su lomo emplumado y en su pecho tiene senos de mujer; aparece en los ranchos, bosques y/o selvas. Su grito se parece al grito de un bebé. A pesar de su aspecto, se dice que seduce a las mujeres campesinas para tener hijos.

- En Filipinas se habla sobre el Tikbalang, un ser monstruoso que habita las montañas y bosques de las Filipinas; el cual, según algunas versiones, vaga por la noche buscando mujeres para violarlas y que así puedan dar a luz a nuevos Tikbalang.

- En la zona arqueológica de Cobá, se le conoce como el "Ah tabai" que es, según la leyenda, un espectro o demonio que habita en los yaxché y/o las ceibas, el cual se materializa bajo la forma de un nativo indígena, guapo y musculoso; que seduce a  las muchachas, excitando a que se acerquen o a tener relaciones sexuales. Cuando se le acercan, se transforma en una criatura demoníaca y muy horrenda. Muy pocas sobreviven. También se le conoce como el Uay Chup, duende lúbrico o lujurioso que se mete en las casas para tener relaciones sexuales con muchachas y muchachos.